# Minerales carbonatos y nitratos
La clase de los minerales carbonatos y nitratos es una de las diez en que se clasifican los minerales según la clasificación de Strunz, asignándole el código 5 a este grupo.
En esta clase 05 se incluyen los siguientes tipos: carbonatos, carbonatos de uranilo y nitratos.

## Divisiones
Se consideran 28 familias agrupadas en las 7 divisiones siguientes:

### 05.A - Carbonatos sin aniones adicionales, sin H2O
- 5.AA Carbonatos con álcalis
- 5.AB Carbonatos con tierras alcalinas (y otros M2+)
- 5.AC Carbonatos con álcalis y con tierras alcalinas
- 5.AD Con elementos tierras raras

### 05.B - Carbonatos con aniones adicionales, sin H2O
- 5.BA Con Cu, Co, Ni, Zn, Mg, Mn
- 5.BB Con álcalis, etc.
- 5.BC Con cationes tierras alcalinas
- 5.BD Con elementos tierras raras
- 5.BE Con Pb, Bi
- 5.BF Con (Cl), SO4, PO4, TeO3

### 05.C - Carbonatos sin aniones adicionales, con H2O
- 5.CA Con cationes de tamaño medio
- 5.CB Con cationes grandes (carbonatos con álcalis y con tierras alcalinas )
- 5.CC Con elementos tierras raras

### 05.D - Carbonatos con aniones adicionales, con H2O
- 5.DA Con cationes de tamaño medio
- 5.DB Con cationes grandes a medios
- 5.DC Con cationes grandes

### 05.E - Carbonatos de uranilo
- 5.EA UO2:CO3 > 1:1
- 5.EB UO2:CO3 = 1:1
- 5.EC UO2:CO3 < 1:1 - 1:2
- 5.ED UO2:CO3 = 1:3
- 5.EE UO2:CO3= 1:4
- 5.EF UO2:CO3 = 1:5
- 5.EG Con SO4 o SiO4

### 05.N - Nitratos
- 5.NA Sin OH o H2O
- 5.NB Con OH
- 5.NC Con H2O
- 5.ND Con OH (etc.) y H2O

### 05.X - No clasificados
- 5.XX Desconocidos